# Commissariat du peuple à la défense de l'Union soviétique
Le Commissariat du peuple à la défense de l'Union soviétique (russe : Народный комиссариат обороны Советского Союза) est le plus haut département militaire de l'Union soviétique actif de 1934 à 1946.

## Histoire
Dans les années 1920-1930, la plus haute autorité militaire de la république socialiste fédérative soviétique de Russie/Union soviétique s'appelle le Commissariat du peuple aux affaires militaires et navales (en).
Le 20 juin 1934, le Commissariat du peuple aux affaires militaires et navales de l'Union soviétique est transformé en Commissariat du peuple de toute l'Union à la défense de l'Union soviétique. Le 30 décembre 1937, le Commissariat du peuple à la marine de l'Union soviétique en fut affecté.
Le 1er février 1944, dans le cadre de l'adoption de la loi de l'Union soviétique sur la création des formations militaires des républiques fédérées, le Commissariat du peuple à la défense de l'Union soviétique est transformé du Commissariat du peuple de toute l'Union de l'URSS. La République socialiste fédérative soviétique de Russie créa son propre Commissariat du peuple à la défense.
Le 25 février 1946, par décret du Présidium du Conseil suprême de l'Union soviétique, le Commissariat du peuple à la défense de l'Union soviétique fusionne avec le Commissariat du peuple à la marine de l'Union soviétique en un seul Commissariat du peuple de l'URSS aux forces armées de l'Union soviétique. Sous ce nom, l'autorité centrale est désignée dans des documents depuis moins d'un mois, puisque conformément à la loi de l'Union soviétique du 15 mars 1946 sur la transformation des Conseils des commissaires du peuple de l'Union soviétique et des républiques fédérées en conseils des ministres, il est rebaptisé ministère des forces armées de l'Union soviétique. Le 25 février 1947, conformément aux décisions susmentionnées, des modifications sont apportées à la Constitution de l'Union soviétique.
L'organe d'impression du Commissariat du Peuple aux affaires militaires et navales au sein de l'État-Major est la revue des affaires militaires.
L'organe central du Commissariat du peuple à la défense de l'Union soviétique chargé de former le commandement et l'état-major de l'armée rouge, de promouvoir les tâches d'entraînement au combat et de développer une pensée militaire avancée est le journal Krasnaïa Zvezda.

## Structure

### Au 26 juillet 1940
1. État-major général de l'Armée rouge,
2. Direction générale de la propagande politique de l'Armée rouge,
3. Direction principale des forces aériennes de l'Armée rouge,
4. Direction principale de l'artillerie de l'Armée rouge,
5. Direction principale des blindés de l'Armée rouge,
6. Direction principale du génie militaire de l'Armée rouge,
7. Département principal du quartier-maître de l'Armée rouge,
8. Département d'entraînement au combat de l'Armée rouge,
9. Administration de la défense aérienne de l'Armée rouge,
10. Bureau des communications de l'Armée rouge,
11. Bureau de la défense chimique militaire de l'Armée rouge,
12. Administration d'approvisionnement en carburant de l'Armée rouge,
13. Gestion des établissements d'enseignement militaire supérieur de l'Armée rouge,
14. Département des établissements d'enseignement militaire de l'Armée rouge,
15. Bureau de l'Armée rouge
16. Administration sanitaire de l'Armée rouge,
17. Administration vétérinaire de l'Armée rouge,
18. Commissariat du Peuple à la Défense,
19. Département des Finances du Commissariat du Peuple à la Défense.